# C/2013 A1 (Siding Spring)
C/2013 A1 (Siding Spring) ist ein Komet, der im Jahr 2014 nur mit optischen Instrumenten beobachtet werden konnte. Im Oktober 2014 ging er in dem ungewöhnlich geringen Abstand von etwa 140.000 km am Planeten Mars vorbei.

## Entdeckung und Beobachtung
Der Komet wurde von dem australischen Astronomen Robert H. McNaught am Siding-Spring-Observatorium in New South Wales mit Hilfe eines 51-cm-Schmidt-Teleskops auf Aufnahmen entdeckt, die er am 3. Januar 2013 kurz vor Mitternacht (Ortszeit) bei einer Helligkeit von etwa 18,5 mag gemacht hatte. Bereits kurz danach konnte die Entdeckung durch weitere Beobachtungen an einem Observatorium in Argentinien bestätigt werden. Nachträglich konnte der Komet bereits auf Aufnahmen festgestellt werden, die am 4. Oktober und 21. Dezember 2012 von Pan-STARRS und am 8. Dezember 2012 von der Catalina Sky Survey gemacht worden waren. Bei seiner Entdeckung war der Komet noch 7,2 AE von der Sonne und 6,5 AE von der Erde entfernt.
Im weiteren Verlauf des Jahres 2013 wurde der Komet an zahlreichen Observatorien weiter fotografisch beobachtet. Die erste visuelle Beobachtung durch ein Teleskop erfolgte erst im Dezember 2013 in New Mexico bei einer Helligkeit von 14 mag. Auch für den größten Teil des Jahres 2014 blieb der Komet ein Beobachtungsobjekt hauptsächlich für die Südhalbkugel. Am 3. September ging der Komet für Beobachter dort in etwa 15° Abstand am südlichen Himmelspol vorbei. Bis Ende Juli 2014 war die Helligkeit bis auf etwa 10 mag angestiegen und auch bis zur größten Annäherung an die Erde Anfang September wurde der Komet nicht mehr wesentlich heller. Die Helligkeit sank zunächst schnell wieder ab bis auf etwa 12 mag, stieg dann aber im November noch einmal durch einen Aktivitätsausbruch kurzzeitig bis auf 9 mag an.
Erst Anfang 2015 konnte der Komet auf der Nordhalbkugel zunächst am Morgenhimmel beobachtet werden, zu der Zeit hatte seine Helligkeit aber bereits wieder abgenommen. Die letzten Aufnahmen von ihm gelangen Ende Januar 2017 bei einer Helligkeit von 20 mag.

## Vorbeiflug am Mars
Unter Verwendung der Daten aus den Beobachtungen vor McNaughts Entdeckung konnte rasch eine erste Berechnung der Bahn des Kometen erfolgen und bereits gut zwei Wochen nach der Entdeckung war klar, dass es eine sehr nahe Begegnung des Kometen mit dem Mars geben würde. Bei dieser Begegnung um den 19. Oktober 2014 würde der Komet sich dem Mars bis auf den geringen Abstand von etwas mehr als 100.000 km nähern und der den Kometen begleitende Staub könnte starke Meteorschauer in dessen Atmosphäre auslösen. Sogar ein Zusammenstoß mit dem Mars wurde in Erwägung gezogen.
Mit dem Vorliegen immer genauerer Bahnelemente konnte man Anfang 2014 abschätzen, dass der Komet in knapp 140.000 km am Mars vorbeifliegen würde. Allerdings stellte der den Kometen begleitende Staub eine Gefahr für die diversen den Mars umrundenden Satelliten dar. Die NASA arbeitete daher daran, die Umlaufbahnen der Satelliten so zu beeinflussen, dass sie sich zum Zeitpunkt der größten Annäherung auf der kometenabgewandten Seite des Mars aufhalten würden.
Durch die große Nähe gab es Voraussagen, dass der Komet vom Mars aus gesehen eine Helligkeit von über −8 mag erreichen könnte. Man plante daher, ihn mit allen verfügbaren Beobachtungsmöglichkeiten aus dem All und von der Marsoberfläche zu beobachten. Aus der Umlaufbahn sollte der Mars Reconnaissance Orbiter (MRO) Aufnahmen des Kometenkerns machen. Von der Marsoberfläche sollten die Rover Curiosity und Opportunity Ausschau halten nach Meteoren, um die Auswirkungen der Staubpartikel auf die Marsatmosphäre zu studieren.
Als der Komet am 19. Oktober 2014 um 18:27 Uhr UT mit der hohen Relativgeschwindigkeit von 56,0 km/s (201.000 km/h) und in einer Entfernung von etwa 140.100 km am Mars vorbeiflog, wurde er nicht nur mit dem Hubble-Weltraumteleskop (HST) aus der Erdumlaufbahn, sondern auch von den Raumsonden Mars Reconnaissance Orbiter, Mars Odyssey und MAVEN, sowie den Marsrovern Curiosity und Opportunity beobachtet. Seine Helligkeit am Marshimmel überstieg wohl kaum −3 mag. Obwohl ihn die Raumsonden fotografieren konnten, zeigten die Bilder nicht viel mehr als ein verschwommenes Objekt, wohl auch, weil sie sich auf der kometenabgewandten Seite des Mars befanden. Die Raumsonde MAVEN konnte einen intensiven Meteorschauer beobachten. Aus den Aufnahmen mit dem High Resolution Imaging Science Experiment (HiRISE)-Instrument an Bord des Mars Reconnaissance Orbiter wurde auch ein Durchmesser des Kometenkerns zwischen 400 und 700 m abgeleitet. Neben den genannten Marssonden der NASA befanden sich auch noch die Raumsonden Mars Express (MEX) der ESA und die Mars Orbiter Mission (MOM) der ISRO beim Mars.

## Wissenschaftliche Auswertung
Der Komet Siding Spring war ein durchschnittlich aktiver Komet, der sich auch nicht besonders an Sonne oder Erde annäherte. Die allgemeinen wissenschaftlichen Untersuchungen beschränkten sich daher auf wenige Experimente.
So konnte bereits Ende März 2013, als der Komet noch 6,5 AE von der Sonne entfernt war, seine thermische Emission mit dem Photometer PACS an Bord des Herschel-Weltraumteleskops gemessen werden. Der Komet hatte zu diesem Zeitpunkt bereits eine Koma mit einem Radius von 50.000 km. Es wurde die Produktionsrate von Staub abgeleitet und geschätzt, dass die Aktivität des Kometen sechs Monate zuvor bei einem Sonnenabstand von etwa 8 AE begann.

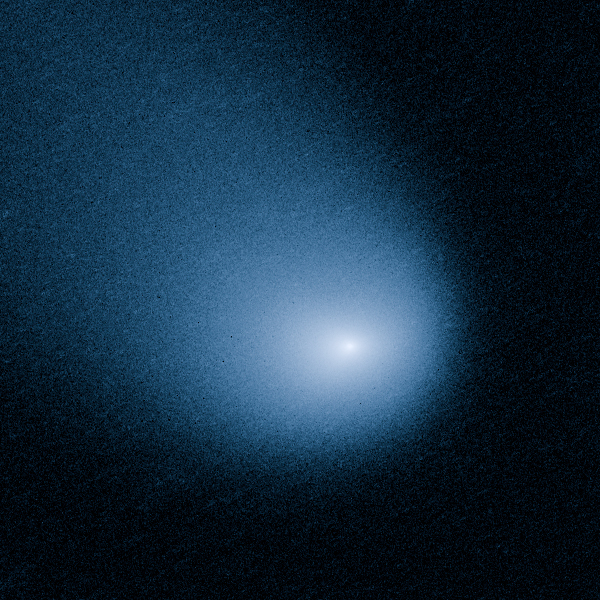
Komet Siding Spring am 27. März 2014, Aufnahme des Hubble-Weltraumteleskops

Während drei Gelegenheiten wurde der Komet im Oktober 2013, sowie im Januar und März 2014 mit der Wide Field Camera 3 (WFC3) des Hubble-Weltraumteleskops beobachtet, als er noch 4,6–3,3 AE von der Sonne entfernt war. Es konnten zu den jeweiligen Beobachtungszeiten die Produktionsraten von Staub und die Farbe der Koma bestimmt werden. Für die Größe der Staubkörner wurden Werte von 1–10 µm abgeschätzt. Auch wurden zwei von dem Kometen ausgehende Staubstrahlen beobachtet, aus deren zeitlich veränderten Positionen zwei mögliche Ausrichtungen der Rotationsachse des Kometenkerns abgeleitet wurden.
Die Aktivität des Kometen wurde auch durch das Ultraviolet/optical Telescope (UVOT) an Bord des Satelliten Swift über einen Zeitraum vom November 2013, als der Komet noch 4,5 AE von der Sonne entfernt war, bis zu seinem Perihel im Oktober 2014 systematisch beobachtet. Es konnten dabei die Produktionsraten von Wasser und CO2, sowie ihre zeitlichen Veränderungen ermittelt werden. Im Rahmen der Mission NEOWISE wurde der Komet im Januar, Juli und September 2014 auch im Infraroten beobachtet. Zwischen Januar und Juli nahm seine Aktivität deutlich zu, nahm aber bis zum September wieder ab. Die Produktionsraten von Staub, CO und CO2 wurden ermittelt.
Mit der Balloon Observation Platform for Planetary Science (BOPPS), die Ende September 2014 in New Mexico gestartet wurde, konnte der Komet mit einem Teleskop aus der Stratosphäre beobachtet und die Produktionsrate von Wasser ermittelt werden. Auch am Nançay-Radioobservatorium wurde in der ersten Hälfte des Oktober die Produktionsrate von OH gemessen.
Mit dem TRAPPIST-Teleskop am La-Silla-Observatorium wurde der Komet ab September 2013, als er noch knapp 5 AE von der Sonne entfernt war, zunächst bis Anfang April 2014 und dann wieder ab Ende Mai bis Mitte November, einige Wochen nach seinem Perihel, regelmäßig beobachtet. Es wurden dabei die Produktionsraten von OH, NH, CN, C3, C2 und Staub ermittelt. Mit dem FORS2-Spektrometer am Very Large Telescope der Europäischen Südsternwarte wurden zwischen Juli und September 2014 Spektren der Kometenkoma aufgenommen und auch daraus die Produktionsraten von CN und C2 abgeleitet. Beide Messverfahren zeigten gute Übereinstimmung. Die Auswertung der Staubproduktion zeigte zuerst eine langsame Zunahme, bis bei einem Sonnenabstand von 4,3 AE ein Maximum erreicht wurde und danach wieder eine Abnahme registriert wurde. Ab Ende Mai setzte eine zweite wellenförmige Bewegung ein, mit einem Maximum Mitte Juli bei etwa 2,0 AE Sonnenabstand und einer folgenden leichten Abnahme, die bis zum Periheldurchgang des Kometen andauerte. Zwischen dem 7. und 11. November zeigten die Daten einen plötzlichen Aktivitätsanstieg, als sowohl Staub- als auch Gasproduktion innerhalb weniger Tage um den Faktor 5 anstiegen, bevor sie nach dem 12. November wieder abnahmen.

### Im Vorfeld der Begegnung mit Mars
Wesentlich mehr wissenschaftliche Untersuchungen wurden dagegen gezielt im Vorfeld der starken Annäherung des Kometen an den Mars durchgeführt. Eine so nahe Begegnung eines Kometen mit Mars (innerhalb 50 Marsradien) geschieht wahrscheinlich nur einmal in 100.000 Jahren, und so sollten während dieses noch nie zuvor beobachteten Ereignisses neue Erkenntnisse über die Dynamik des Kometen und seiner Wechselwirkung mit dem Planeten gewonnen werden, weshalb viele Forschungsprojekte bereits einige Zeit vor der eigentlichen Begegnung des Kometen mit Mars begonnen und dann noch darüber hinaus durchgeführt wurden.
Ein Jahr vor der eigentlichen Begegnung war aufgrund der damals hinreichend bekannten Bahnelemente des Kometen klar, dass es keinen Zusammenstoß geben würde, aber die Staubhülle des Kometen würde einen Fluss von Partikeln in der direkten Umgebung des Mars verursachen. Es wurden daher mit den Partikelmessungen, die durch Raumsonden beim Halleyschen Kometen und beim Kometen 81P/Wild 2 vorgenommen wurden, die Verhältnisse auch für den Kometen Siding Spring durch Modellrechnungen abgeschätzt. Insbesondere wurde die Gefährdung der den Mars umkreisenden Sonden durch die Einschläge von Staubpartikeln betrachtet. Eine weitere Modellrechnung vom November 2013 kam dabei zu dem Schluss, dass durch den Vorbeiflug des Kometen über einen Zeitraum von etwa 5 Stunden auf dem Mars ein Meteorsturm stattfände, der mit einer Zenithal Hourly Rate (ZHR) von fast 5 Milliarden ein Ausmaß annähme, wie es auf der Erde nie zuvor beobachtet wurde. Die Sonde Mars Express würde dabei von ungefähr 10 Partikeln größer als 100 µm getroffen. Es wurde daraus eine konkrete Warnung an alle Betreiber von den Mars umkreisenden Satelliten formuliert.
Ende Dezember 2013 wurde bestätigt, dass der Komet sich dem Mars bis auf einen Abstand von etwa 40 Marsradien nähern würde. Da der Komet schon Ende des Jahres 2012 Aktivität zeigte, konnten sich größere Partikel schon von ihm gelöst haben, als er noch über 7 AE von der Sonne entfernt war. Der Staubkegel, den der Komet nach sich zieht, würde aber nach Simulationen mit aktuelleren Messwerten dem Mars nicht näher als 20 Marsradien kommen, wenn man ähnliche Eigenschaften annimmt, wie sie beim Kometen 67P/Churyumov-Gerasimenko beobachtet wurden. Ein massives Bombardement des Mars durch Meteoroiden sei also danach nicht zu erwarten und die Gefahr für die Satelliten eher gering. Eine Beeinflussung des Kometenschweifs durch die Schwerkraft des Mars sollte aber vielleicht von der Erde aus zu beobachten sein.
Im März 2014 zeigte eine Modellierung der Bewegung von Staubkörnern verschiedener Größe, dass der größte Teil von ihnen am Mars vorbeifliegen würde. Die bis dahin bekannten Messergebnisse deuteten auf niedrigere Auswurfgeschwindigkeiten des Staubs aus dem Kometenkern hin (etwa 1 m/s) als zuvor angenommen, so dass nur einige Prozent der Staubkörner etwa 1 ½ Stunden nach dem Vorbeiflug des Kometenkerns den Mars erreichen könnten, insbesondere Staubkörner von Millimeter-Größe, die sich vom Kometen trennten, als er noch 9 AE oder weiter von der Sonne entfernt war. Auch eine Berücksichtigung von (zur damaligen Zeit noch nicht quantifizierbaren) nicht-gravitativen Kräften auf den Kometen würde diese Einschätzung nicht grundsätzlich verändern. Aufgrund des niedrigen Partikelflusses in unmittelbarer Marsnähe wurde eine Gefährdung der Satelliten jetzt als gering eingeschätzt. Auf dem Mars könnten aber dennoch bis zu 10 Mio. Staubkörner mit einer Masse von 100 kg ankommen, für einen hypothetischen Beobachter auf dem Mars würde das für etwa 25 Minuten einen Meteorschauer mit einer ZHR von höchstens 600 darstellen.
Aber neben Staubpartikeln würden auch Gase aus der Kometenkoma die Marsatmosphäre erreichen. Wassermoleküle würden durch die hohe Auftreffgeschwindigkeit sofort in ihre Atome zerfallen, dies könnte zu einer Erhöhung der Temperatur der oberen Marsatmosphäre um 30 K und zu einer Verdoppelung des Gehalts an Wasserstoff führen. Diese Effekte könnten mehrere Stunden anhalten. Auch ionisierte Sauerstoffatome (O+) könnten durch den Sonnenwind aus der Koma in die Marsatmosphäre getragen werden. Ebenso könnte der Kometenstaub auch zu einer deutlichen Zunahme von Metallen in der Atmosphäre des Mars führen. Exemplarisch wurde eine Abschätzung für die eingetragene Menge an Magnesium in dessen Ionosphäre durchgeführt. Dennoch wäre das Ereignis ein „Verlustgeschäft“ für den Mars, denn insgesamt könnten durch das Vorbeistreichen der Kometenkoma an der Marsatmosphäre etwa 10 t an Gasen aus der Marsatmosphäre herausgeblasen werden, während im Gegenzug nur etwa 1 t Kometenmaterial darin abgelagert würde. Diese Vorhersagen konnten wenige Tage vor der Annäherung des Kometen an den Mars durch Beobachtungen der Wasserstoffkoma, die sich bis zu 20 Mio. km in den Raum erstreckte, mit dem Imaging Ultraviolet Spectrograph (IUVS) an Bord der Raumsonde MAVEN kritisch überprüft werden. Es wurde dabei auch die Geschwindigkeitsverteilung der Wasserstoffatome analysiert und eine Produktionsrate von Wasser bei einem Sonnenabstand von 1,5 AE abgeleitet.

### Während und nach der Begegnung mit Mars
Nie zuvor konnte ein Komet aus so großer Nähe beobachtet werden. Der nahe Vorbeiflug an Mars bot die einmalige Gelegenheit, mit den Instrumenten in unmittelbarer Nähe den Kern eines langperiodischen Kometen und seine Rotation detailliert zu beobachten. Daher wurden in den Tagen vor der Begegnung mit Mars noch einmal möglichst genaue Bahnelemente des Kometen aus den astrometrischen Messungen von der Erde berechnet. Auch mit der HiRISE-Kamera an Bord des Mars Reconnaissance Orbiters wurde die Position des Kometen am 7. Oktober 2014 noch einmal präzise vermessen. Es zeigte sich, dass die nicht-gravitativen Kräfte auf den Kometen stärker waren als zuvor erwartet, so dass noch einmal verbesserte Bahnelemente bestimmt wurden. Aus Abweichungen der Kometenbewegung nach der Begegnung mit Mars konnte dann ein Modell auf der Grundlage rotierender Gasstrahlen entwickelt werden, das die nicht-gravitativen Störungen auf die Kometenbewegung besser beschreibt, sowie eine Abschätzung zur Ausrichtung der Rotationsachse des Kometen vorgenommen werden.
Nachdem der Komet bereits zuvor während seiner Annäherung an die Sonne mehrfach mit dem Hubble-Weltraumteleskop beobachtet worden war, wurde auch während seines Vorbeiflugs am Mars am 19. und 20. Oktober erneut die Produktionsrate von Staub und die Farbe der Koma gemessen. Aus periodischen Schwankungen der Helligkeit wurde eine wahrscheinliche Rotationsperiode des Kerns von etwa 8,0 Stunden abgeleitet. Die bereits zuvor beobachteten Staubstrahlen hatten sich bis zu der erneuten Beobachtung verändert. Daher wurde eine mögliche Erklärung durch variable Ausgasungsprozesse als Reaktion auf die veränderte Sonneneinstrahlung auf den rotierenden Kometenkern abgeleitet.
Nach den Vorhersagen, dass Staub aus der Kometenkoma in die Atmosphäre des Mars eindringen würde, richtete sich das Interesse besonders darauf, Auswirkungen dieses Vorgangs festzustellen. Drei der den Mars umkreisenden Satelliten konnten tatsächlich den Eintrag von Kometenmaterial in die Marsatmosphäre und die damit einhergehenden Effekte beobachten:
- Mit dem SHAllow-RADar-(SHARAD)-Instrument an Bord des Mars Reconnaissance Orbiter wurde bei zwei Beobachtungen innerhalb von 10 Stunden nach der größten Annäherung des Kometen auf der Nachtseite des Mars eine deutliche Zunahme der Ionisation in der Ionosphäre festgestellt. Die Höhe der Schicht über der Marsoberfläche und die Art der beteiligten Ionen konnte bei diesem Experiment nicht ermittelt werden.[26]
- Dies gelang aber mit dem Mars Advanced Radar for Subsurface and Ionospheric Sounding (MARSIS) an Bord von Mars Express, mit dem die Höhe der ungewöhnlichen Ionosphärenschicht bei zwei Messungen etwa 7 bzw. 14 Stunden nach der größten Annäherung des Kometen auf 80–100 km bestimmt werden konnte.[27][28]

- Messungen mit dem Neutral Gas and Ion Mass Spectrometer (NGIMS) an Bord von MAVEN in den Stunden nach der Kometenpassage zeigten gegenüber Vergleichsmessungen einige Stunden davor in einer Höhe von etwa 185 km eine signifikante Konzentration von 12 Metallionen, darunter insbesondere Na+, Mg+, Fe+, K+, Mn+, Ni+ und Al+, und möglicherweise zusätzlich auch noch Si+ und Ca+ – alles Elemente, die in ähnlichen relativen Häufigkeiten auch in kohligen Chondriten vorkommen. Die Metallionen konnten für einige Stunden konzentriert nachgewiesen werden, bevor sie wahrscheinlich durch Windtransport in der oberen Marsatmosphäre verteilt wurden.[29]

- Auch mit MAVENs Imaging Ultraviolet Spectrograph (IUVS) konnten 6 Stunden nach der Kometenpassage die Emissionslinien von Mg+ und Fe+ detektiert werden, die zuvor nicht vorhanden waren. Die größte Konzentration von Mg-Ionen fand sich in etwa 120 km Höhe. Entgegen mancher Vorhersagen hatten die in der Marsatmosphäre ankommenden Staubpartikel nach Modellrechnungen eine Größe von 1–100 µm und als Gesamtmasse an auf dem Mars abgelagertem Staub wurden 3–16 t geschätzt. Ein hypothetischer Beobachter hätte einen Meteorschauer mit einer ZHR von 20.000–100.000 über mehr als eine Stunde beobachten können.[30]

Als die Gaswolke der Koma des Kometen über Mars streifte, konnten durch das Magnetometer (MAG) und das Solar Wind Ion Analyzer (SWIA)-Instrument an Bord von MAVEN auch signifikante Effekte in der Magnetosphäre und der oberen Atmosphäre des Planeten beobachtet werden, vergleichbar mit dem Auftreffen eines starken Sonnensturms. Auch das Solar-Energetic-Particle-(SEP)-Instrument an Bord von MAVEN und der High Energy Neutron Detector (HEND) an Bord von Mars Odyssey detektierten während der Zeit, in der sich Mars in der Kometenkoma bewegte, energetische Partikel, vermutlich O+-Ionen, die zwischen 105 und 120 km Höhe in der Ionosphäre eingetragen wurden – ebenfalls in einem vergleichbaren Maß, wie es auch ein starker Sonnensturm verursachen würde.

## Umlaufbahn
In der JPL Small-Body Database sind Bahnelemente einer temporär hyperbolischen Umlaufbahn angegeben, die aus 449 Beobachtungsdaten über einen Zeitraum von 3 ½ Jahren abgeleitet wurden und die die nicht-gravitativen Kräfte zweier diskreter Gasstrahlen modellieren. Für die folgenden Angaben werden stattdessen Bahnelemente des Minor Planet Center zugrunde gelegt, die aus 3037 Beobachtungsdaten über einen Zeitraum von 4 ¼ Jahren bestimmt wurden.
Demnach bewegt sich der Komet auf einer sehr langgestreckten elliptischen Umlaufbahn, die um rund 129° gegen die Ekliptik geneigt ist. Die Bahn des Kometen verläuft damit steil angestellt zu den Bahnebenen der Planeten und er läuft im gegenläufigen Sinn (retrograd) wie diese durch seine Bahn. Im sonnennächsten Punkt (Perihel), den der Komet am 25. Oktober 2014 durchlaufen hat, befand er sich mit etwa 209,2 Mio. km Sonnenabstand im Bereich zwischen den Umlaufbahnen von Erde und Mars. Bereits am 5. September hatte er mit 133,3 Mio. km (0,89 AE) die größte Annäherung an die Erde erreicht. Am 19. Oktober passierte er den Mars in der extrem geringen Entfernung von nur 140.100 km (das entspricht etwas mehr als einem Drittel des mittleren Abstands zwischen Erde und Mond) und am 29. November passierte er noch die Venus in 135,2 Mio. km Abstand.
Nach den Bahnelementen, wie sie vom Minor Planet Center angegeben werden und die auch nicht-gravitative Kräfte auf den Kometen berücksichtigen, hatte seine Bahn lange vor seiner Passage des inneren Sonnensystems im Jahr 2014 noch eine Exzentrizität von etwa 0,99994 und eine Große Halbachse von etwa 22.000 AE (entspricht etwa ⅓ Lichtjahr), so dass seine Umlaufzeit bei über 3 Mio. Jahren lag. Der Komet kam als „dynamisch neuer“ Komet aus der Oortschen Wolke möglicherweise zum ersten Mal in Sonnennähe.
Durch die Anziehungskraft der Planeten, insbesondere während des nahen Vorbeigangs an Mars, aber auch durch Annäherungen an Jupiter am 16. Mai 2013 bis auf eine Distanz von knapp 4 ¼ AE, an Saturn am 18. Februar 2014 bis auf etwas über 8 ½ AE, sowie ein weiteres Mal an Jupiter am 24. Januar 2016 bis auf etwa 3 ¾ AE, wird seine Bahnexzentrizität auf etwa 0,99979 und seine Große Halbachse auf etwa 6700 AE verringert, so dass sich seine Umlaufzeit auf etwa 550.000 Jahre verkürzt.